# K. William Stinson
Kaye William "Bill" Stinson (20 de abril de 1930 - 9 de enero de 2002) fue un representante de los Estados Unidos por Washington. 
Nacido en Grand Rapids, Stinson asistió a las escuelas públicas y al Grand Rapids Junior College durante dos años. Se graduó en 1952 de la Universidad de Michigan en Ann Arbor.

## Carrera
Ingresó al programa de formación ejecutiva de Westinghouse Electric Company. Se alistó en la Marina de los Estados Unidos en enero de 1953, asistió a la Escuela de Candidatos a Oficiales y sirvió hasta junio de 1956. Trabajó en Westinghouse Electric Corp. en Seattle, de 1956 a 1959. También fue representante de fabricantes en el sector de artículos náuticos y deportivos entre 1959 y 1962.
Stinson fue elegido como republicano para el 88º Congreso (3 de enero de 1963 – 3 de enero de 1965). Fue candidato sin éxito a la reelección en 1964 al 89º Congreso. Stinson votó a favor de la Ley de Derechos Civiles de 1964.

## Muerte
Era residente de Battle Ground, Washington, antes de su muerte el 9 de enero de 2002. Stinson murió mientras estaba de vacaciones en Cabo San Lucas, México, con su esposa y su hija.